# پر (نام کوچک)
پَر (سوئدی: Pär) یک نام کوچک سوئدی برای مردان است. افراد سرشناس با این نام از این قرارند:
- پر آرویدسون، شناگر اهل سوئد
- پر گرل، بازیکن تنیس روی میز اهل سوئد
- پر هانسون، دروازه‌بان فوتبال اهل سوئد
- پر لاگرکویست، شاعر، نویسندهٔ اهل سوئد و برندهٔ جایزهٔ نوبل ادبیات